# Неёлово-1
Неёлово-1 или Неёлово 1-е, также Неёлово — деревня в Логозовской волости Псковского района Псковской области России.
| 2001 | 2002 | 2010 | 2012  | 2017  | 2021  |
| ---- | ---- | ---- | ----- | ----- | ----- |
| 1280 | ↘940 | ↗943 | ↗1075 | ↗1125 | ↘1009 |

Расположена на Рижском шоссе (трасса Псков — Изборск — Рига А212) в 5 км к западу от Пскова. С центром города связана автобусными маршрутами № 124, 124А, 116 (ПсковПАТ), 360 (Автэкс), а также пригородными - № 115, 122, 126, 129, 130, 205, 207 (ПсковПАТ).
Численность населения составляет 940 жителей (перепись 2002 года).
Южнее примыкает деревня Неёлово 2-е (меньшее по застройке и численности населения).

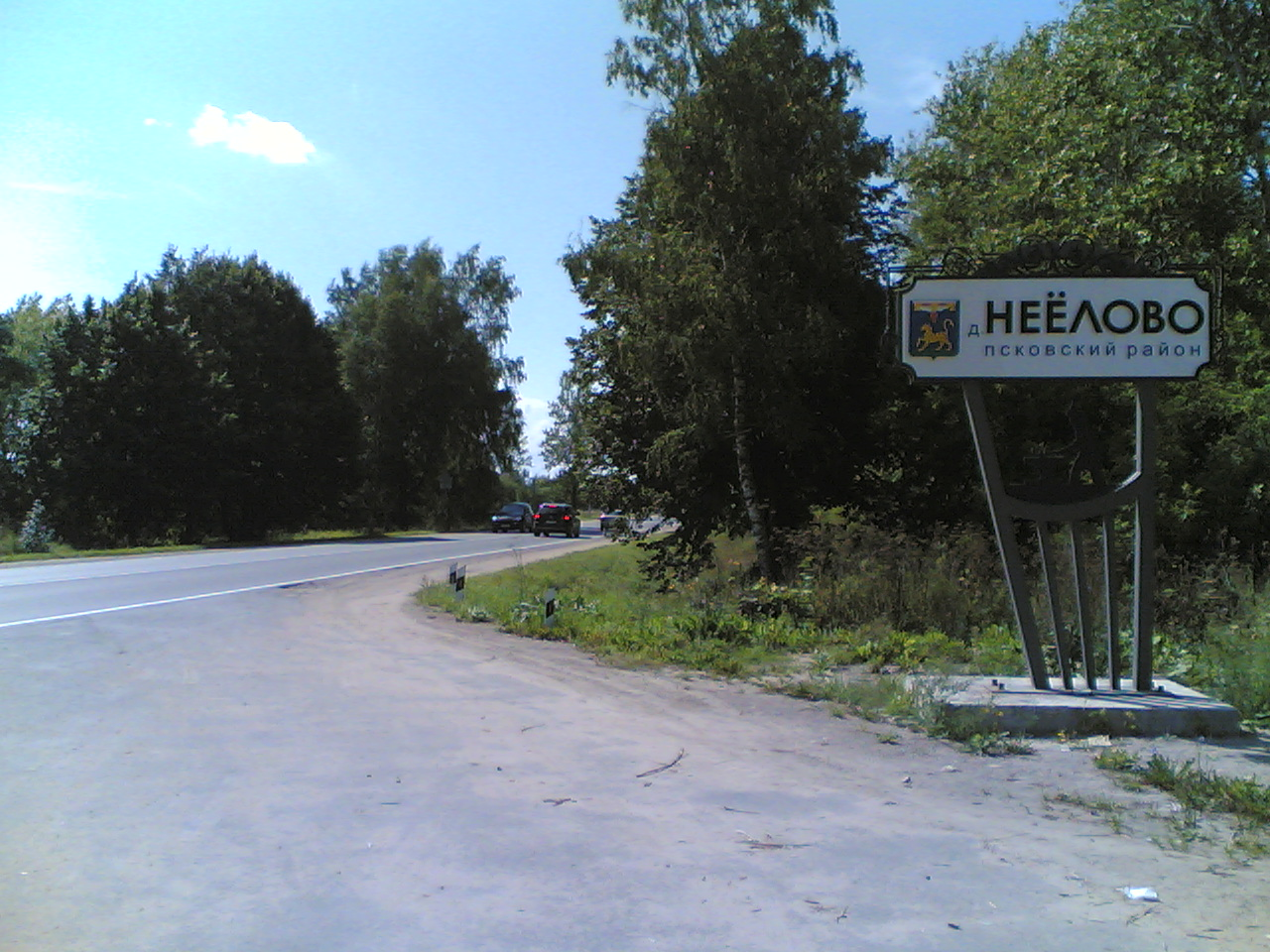
Знак д. Неёлово у Пскова
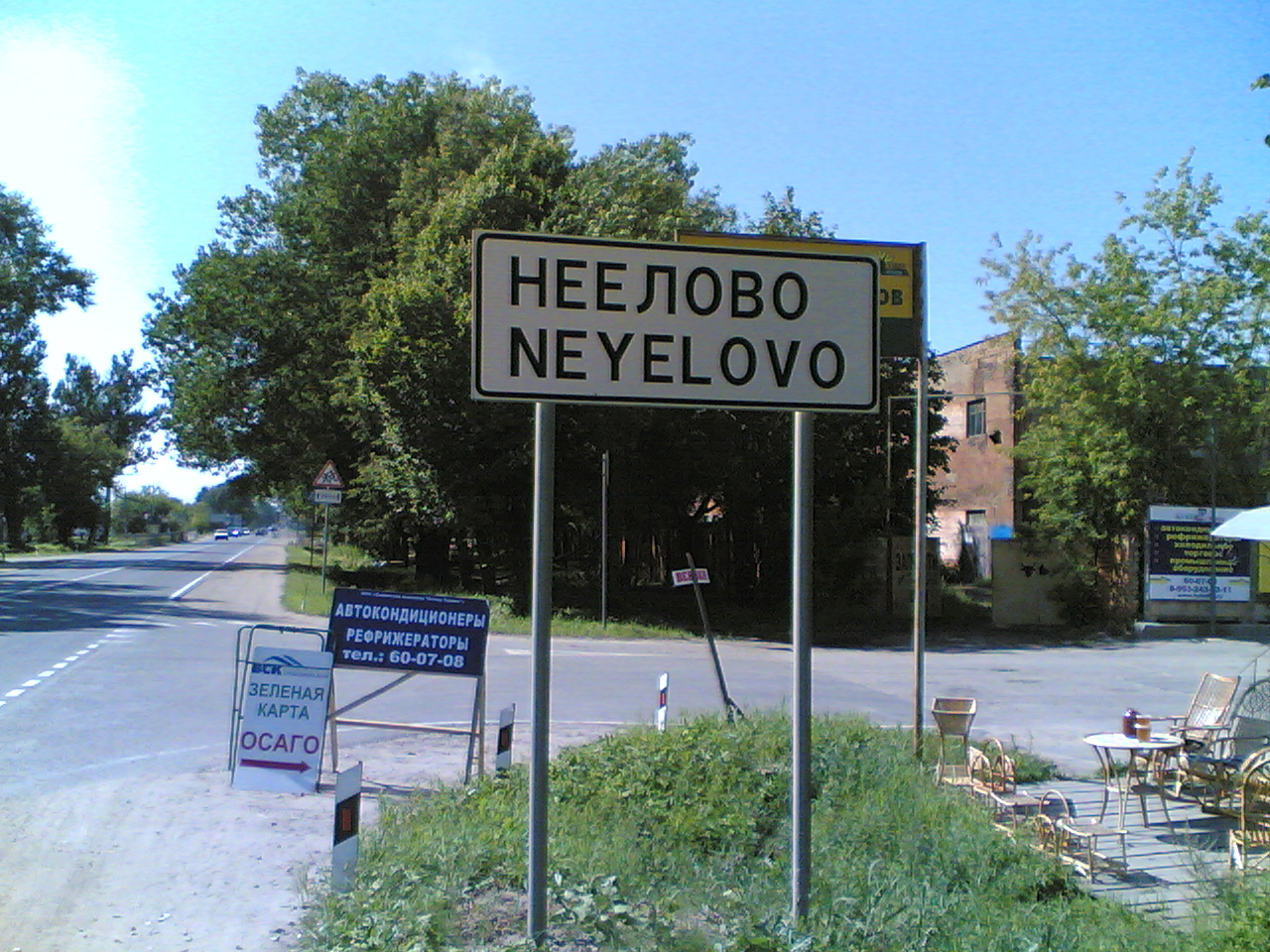
Знак д. Неёлово со стороны г. Псков
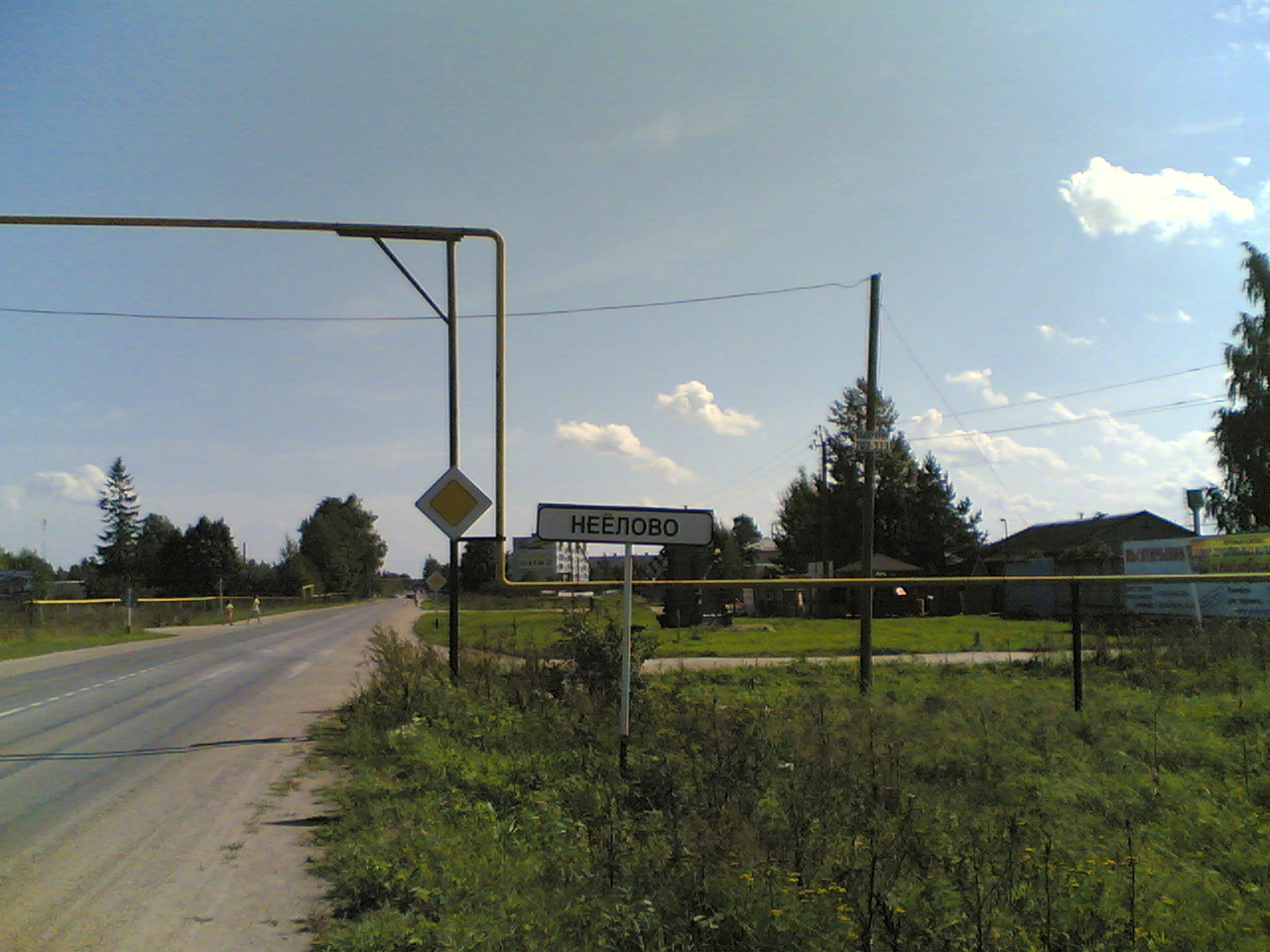
Знак д. Неёлово со стороны д. Логозовичи